# Elektroprivreda Bosne i Hercegovine
Elektroprivreda Bosne i Hercegovine, également connue sous le nom de Elektroprivreda BiH, est la plus importante entreprise du secteur de l'énergie en Bosnie-Herzégovine. Elle a son siège à Sarajevo.

## Activités
La compagnie dispose d'une capacité installée de 1 682 MW, dont 1 165 sont produits par des centrales thermiques utilisant des combustibles fossiles (pétrole et charbon) et 517 dans des centrales hydroélectriques ; en 2008, elle a produit en tout 7 295 GW d'électricité. Elektroprivreda Bosne i Hercegovine dispose d'un réseau de transmission et de distribution de 36 780 km.
Le 24 mars 2009, la compagnie a annoncé un projet de construction de deux centrales hydroélectriques sur la rivière Drina, le tout pour un montant de 750 millions d'euros. Comme cette rivière sert de frontière avec la Serbie, Elektroprivreda Bosne i Hercegovine a invité son homologue serbe Elektroprivreda Srbije à participer au projet.

## Bilan financier (2008)
En 2008, Elektroprivreda Bosne i Hercegovine a réalisé un chiffre d'affaires de 907 600 000 BAM (marks convertibles), soit 464 048 511 euros, contre 861 400 000 BAM de dépenses (440 426 826 euros). Le profit réalisé a été de 46 200 000 BAM (23 621 684 euros).